# Drosophila linearis
Drosophila linearis är en tvåvingeart som först beskrevs av Walker 1853.  Drosophila linearis ingår i släktet Drosophila och familjen daggflugor.
Artens utbredningsområde är USA.